# Łupki (województwo warmińsko-mazurskie)
Łupki (niem. Lupken) – wieś w Polsce położona w województwie warmińsko-mazurskim, w powiecie piskim, w gminie Pisz. W latach 1975–1998 miejscowość administracyjnie należała do województwa suwalskiego.
Nad jeziorem Roś znajduje się kilka ośrodków wczasowych.

## Historia
Wieś powstała w ramach kolonizacji Wielkiej Puszczy. Wcześniej był to obszar Galindii. Wieś ziemiańska, dobra służebne w posiadaniu drobnego rycerstwa (tak zwani wolni, ziemianie w języku staropolskim), z obowiązkiem służby rycerskiej (zbrojnej). Osada prawdopodobnie powstała przed wojną trzynastoletnią (1454-1466). Najpierw była to wieś służebna, potem folwark książęcy.
Wieś służebna nazwana Lupkenn, lokowana przez komtura Erazma von Reitzensteina w 1483 r., na 10 łanach na prawie magdeburskim, z obowiązkiem połowy służby zbrojnej. Przywilej otrzymał Szymon Moelknecht, który zakupił te dobra od niejakiego Łupka. Osada istniała więc już wcześniej. Przed 1555 r. doszło do zamiany ziemi, przeniesiono folwark książęcy z Guzek przeniesiono do Łupek. Wolni z Łupek w zamian za swoją ziemię otrzymali 15,5 łana w Guzkach oraz 2 łany łąk, położonych przy granicy z wsiami Niedźwiedzie i Nitki, na prawie magdeburskim z obowiązkiem połowy służby zbrojnej (rycerskiej). Na nowe nadanie dla wolnych przywilej w 1561 wystawił sam książę Albrecht. Dwór w Łukach liczył 19 łanów. W Łupkach szarwark odrabiali chłopi czynszowi z całego starostwa piskiego. Przy folwarku znajdowała się owczarnia. Funkcję dwornika i mierniczego w Łukach pełnił komornik książęcy, urzędujący na zamku w Piszu. W wieku XVI istniał młyn we wsi
Łupki zostały spalone przez Tatarów hetmana Gosiewskiego w czasie "Potopu szwedzkiego".

## Zabytki
- Okazały dwór z połowy XVIII w., przebudowany i rozbudowany na przełomie XIX i XX wieku. Dwór wybudowany został na planie prostokąta, jako budowla dwukondygnacyjna. Na osi elewacji wzdłużnych posiada obustronny ryzalit. Wejście od frontu poprzedzone jest szerokimi schodami i tarasem wspartym na trzech kolumnach. Po przeprowadzonym remoncie w związku z pożarem w latach dziewięćdziesiątych XX w. obiekt przeznaczony został na ośrodek szkolno-wychowawczy dla młodzieży.
- Zabudowania folwarczne m.in. budynek gorzelni i spichlerz.
- Zabytkowy park.

Zobacz też inne miejscowości o nazwie: Łupki